# Федоркина, Екатерина Игоревна
Екатери́на И́горевна Федо́ркина (29 января 1983, Калуга, СССР) — российская фехтовальщица, чемпионка мира, пятикратная чемпионка Европы, победительница Универсиады. Заслуженный мастер спорта.

## Карьера
На Олимпийских играх 2008 года в командном фехтовании на саблях вместе с Екатериной Дьяченко, Еленой Нечаевой и Софьей Великой заняла 5-е место.
Чемпионка мира в командных соревнованиях, трёхкратная чемпионка Европы в команде и двукратная в личном первенстве. Победительница Универсиады 2005 в командной сабле.

## Образование
Воспитанница калужской СДЮШОР «Фехтование». Выпускница Смоленской государственной академии физической культуры, спорта и туризма.